# Tarenna palawanensis
Tarenna palawanensis är en måreväxtart som först beskrevs av Adolph Daniel Edward Elmer, och fick sitt nu gällande namn av Elmer Drew Merrill. Tarenna palawanensis ingår i släktet Tarenna och familjen måreväxter. Inga underarter finns listade i Catalogue of Life.